# The Snuke
The Snuke is aflevering 1104 (#157) van Comedy Central's South Park, die voor het eerst op 28 maart 2007 werd uitgezonden op de Amerikaanse televisie.
Deze aflevering is een parodie op de televisieserie 24, waarbij het ook draait om tijd, mollen, geheime agenten en terroristen. Net als bij 24 wordt er om de paar minuten een klok in beeld gebracht.

## Verhaal
De aflevering begint op South Park Elementary. Mevrouw Garrison stelt de klas een nieuwe leerling voor, Bahir Hassan Abdul Hakeem, een kind van islamitische ouders wiens aanwezigheid Cartman paranoïde maakt tot het punt dat hij de klas verlaat en aan mevrouw Garrison vraagt of Bahir op bommen is doorzocht. Garrison reageert hier boos op en zegt dat Cartman niet zo onverdraagzaam moet zijn tegen Moslims.
Verdenkend dat het moslimkind en zijn ouders betrokken zijn bij een terroristische aanslag, belt Cartman Kyle (die thuis ziek op bed ligt) op zijn mobiele telefoon tijdens de pauze, en Cartman vraagt hem om op internet naar de achtergrond van Bahir te zoeken. Cartman vraagt Kyle ook of er die dag belangrijke gebeurtenissen zijn en stelt dat Bahir Hillary Clinton kan aanvallen, die in de stad is voor een politieke rally. Cartman beschouwt dit als een terroristische dreiging en belt vervolgens naar de CIA. De klok tikt door wanneer de inwoners zich voorbereiden op een bijeenkomst voor Hillary Clintons campagne. Elke minuut telt wanneer Cartman zijn eigen methodes gebruikt om de verdachte te ondervragen (appelsapwindjes).
Intussen blijkt er wel degelijk een samenzwering te zijn, maar uit een andere hoek dan verwacht. Als mikpunt blijkt Hillary Clinton het topje van de ijsberg te zijn. Hillary (in Southpark ‘hilldog’ genoemd) komt erachter dat zij en de republiek Amerika in gevaar zijn. De dreiging komt ditmaal van de oude kolonisator van Amerika: de Engelsen, in opdracht van de ‘Queen’ (koningin) zelf. Vernuftig recherchewerk van Stan en Kyle samen met diverse Amerikaanse overheidsinstanties leidt (knipogend wellicht naar het mandaat voor Operation Desert Storm en Free Iraq) tot een gerichte luchtaanval van een F-16-squadron op een vloot van 4 zeilschepen. Na de nederlaag maakt de queen een einde aan haar leven.